# Ford Barra
Ford Barra — серия бензиновых и газомоторных двигателей внутреннего сгорания, выпускавшихся компанией Ford Motor Company of Australia с 2002 по 2016 год.

## I6
Все двигатели Barra I6 с клапанным механизмом DOHC содержат 24 клапана. Газораспределение двигателя регулируемое.

### Бензиновые

#### Barra 182
- Годы производства: 2002—2005
- Мощность: 182 кВт (244 л. с.) при 5250 об/мин
- Крутящий момент: 380 Н⋅м при 3250 об/мин
- Степень сжатия: 9,7:1

#### Barra 190
- Годы производства: 2005—2008[2]
- Мощность: 190 кВт (255 л.с.) при 5250 об/мин
- Крутящий момент: 383 Н⋅м при 2500 об/мин
- Степень сжатия: 10,3:1

#### Barra 195
- Мощность: 195 кВт (261 л. с.) при 6000 об/мин[3]
- Крутящий момент: 391 Н⋅м при 3250 об/мин
- Степень сжатия: 10,3:1

### Стурбонаддувом

#### Barra 240T
- Годы производства: 2002—2005[4]
- Мощность: 240 кВт (322 л. с.) при 5250 об/мин
- Крутящий момент: 450 Н⋅м при 2000—4500 об/мин
- Степень сжатия: 8,7:1

#### Barra 245T
- Годы производства: 2005—2008[5]
- Мощность: 245 кВт (329 л. с.) при 5250 об/мин
- Крутящий момент: 480 Н⋅м при 2000—4500 об/мин
- Степень сжатия: 8,9:1

#### Barra 270T (BA / BF FPV)
- Годы производства: 2004—2009[6]
- Мощность: 270 кВт (362 л. с.) при 5250 об/мин
- Крутящий момент: 550 Н⋅м при 2000—4250 об/мин
- Степень сжатия: 8,7:1

#### Barra 270T (FG)
- Годы производства: 2008—2016[7]
- Мощность: 270 кВт (362 л. с.) при 5250 об/мин
- Крутящий момент: 533 Н⋅м при 2000—4750 об/мин
- Степень сжатия: 8,8:1

#### Barra 310T
- Годы производства: 2008—2014[8]
- Мощность: 310 кВт (416 л. с.) при 5500 об/мин
- Крутящий момент: 565 Н⋅м при 1950—5200 об/мин
- Степень сжатия: 8,47:1

#### Barra 325T
- Мощность: 325 кВт (436 л. с.) при 6000 об/мин
- Крутящий момент: 576 Н⋅м при 2750 об/мин
- Степень сжатия: 8,8:1[9][10]

### Сжиженный природный газ

#### Barra E-Gas
- Годы производства: 2002—2011
- Мощность: 156 кВт (209 л. с.) при 4750—5000 об/мин
- Крутящий момент: 374 Н⋅м при 2750—3000 об/мин
- Степень сжатия: 10,7:1 (BA E-Gas); 10,3:1 (BF/FG E-Gas)

#### Barra EcoLPi
- Годы производства: 2011—2016[11]
- Мощность: 198 кВт (266 л. с.) при 5000 об/мин
- Крутящий момент: 409 Н⋅м при 3250 об/мин
- Степень сжатия: 12,0:1

## V8
- Материал блока цилиндров: чугун[12][13]
- Материал головки блока цилиндров: алюминиевый сплав
- Материал коленчатого вала: чугун
- Красная зона: 5250 об/мин
- Диаметр цилиндра: 90,2 мм
- Ход поршня: 105,8 мм
- Степень сжатия: 10,3:1
- Порядок работы цилиндров: 1—3—7—2—6—5—4—8
- Объем: 5408 см3
- Количество клапанов: 24 (по два впускных клапана 34 мм и по одному выпускному клапану 37,5 мм на цилиндр)

### Barra 220
- Годы производства: 2002—2005
- Мощность: 220 кВт (295 л. с.) при 4750 об/мин
- Крутящий момент: 472 Н⋅м при 3250—4000 об/мин

### Barra 230
- Годы производства: 2005—2016
- Мощность: 230 кВт (308 л. с.) при 5350 об/мин
- Крутящий момент: 500 Н⋅м при 3500 об/мин